# San Francisco (Mocotíes)
San Francisco es una entidad urbana y rural a la vez, ella constituye una pequeña parte del casco urbano de la Ciudad de Tovar como lo son los sectores Tacarica, Urb. Los Educadores y el Samán, sin embargo su principal asentamiento es la población de San Francisco la cual se encuentra a 5 minutos de la capital del municipio, es un sector mayoritariamente agrícola en el cual se cultivan diferentes rubros alimenticios como el maíz, cambur y yuca. Sin embargo, su principal y más importante producto es el típico "Chimó", de hecho allí inició la Fábrica de Chimó el Tigrito. También lo forman las aldeas de la Puerta y El Carrizal.
San Francisco se encuentra enclavada entre montañas, como la mayoría de nuestros pueblos. Es un lindo y acogedor valle bañado por las cristalinas aguas de las quebradas: Las Aguaditas, Los pinos y El Encierro atravesándolo en toda su extensión para desembocar todos en el conocido y maltratado Río Mocotíes.
La Parroquia San Francisco tiene una población estimada de 3.964 habitantes para el año 2013, según el INE, con una densidad poblacional de 63 habitantes por km². San Francisco está integrado por distintos sectores, los principales son: La Vega, El tejar, El Arbolón, El Centro, El Encierro y Caricuena. 
Su relieve se caracteriza por desigualdades que se constituyen por formas y volúmenes que vemos a simple vista; esto lo encontramos en cuatro formas predominantes: Colinas, llanuras, mesetas y montañas. El relieve en la comunidad es variable, presenta rasgos de pendiente, que varían desde suaves hasta muy escarpados, estos resultan de la composición de las rocas, en combinación con la proporción variable de materia orgánica.

### Referencia Generales
- Historia de Mérida, Carlos Chalbaud Zerpa, Universidad de Los Andes. 1985, Mérida, Venezuela.

- Imagen de Tovar. Mario Rosales. Publicación de la Gobernación del Estado Mérida. Mérida, 1985.

- Visitando Mérida. Francisco Rivero Mendoza. 2001.